# Geerdijk vasútállomás
Geerdijk vasútállomás Hollandiában, Geerdijk településen. Az állomást az Nederlandse Spoorwegen üzemelteti.

## Vasútvonalak
Az állomást az alábbi vasútvonalak érintik:
- Mariënberg–Almelo-vasútvonal

## Kapcsolódó állomások
A vasútállomáshoz az alábbi állomások vannak a legközelebb:
- Mariënberg vasútállomás
- Vroomshoop vasútállomás